# Česká abeceda
Česká abeceda je soubor malých a velkých písmen jednak základní latinky (tou chápejme například anglickou abecedu) a jednak jejich vybraných variací s diakritickými znaménky, tedy háčkem (ˇ), čárkou (´) a kroužkem (˚), a spřežky (digrafu) ch, které se používají k zápisu psané češtiny. Obsahuje 42 písmen včetně ch, pokud nepřihlédneme na rozdíl mezi velkým a malým písmenem. Písmena q, w a x se užívají pouze ve slovech cizího původu a při počešťování (zdomácnění) se zpravidla převádějí na jiné znaky (kv, v a ks). Historicky v češtině téměř ztratilo opodstatnění ó, používá se pouze u citoslovcí, případně ve slovech cizího původu (balón).
Reformy zavádějící diakritiku do češtiny měly také velký vliv na abecedy dalších jazyků (zejména slovanských, ale i baltských). Některých znaků je užíváno i ve vědeckých transliteracích nelatinkových písem (cyrilice u slovanských jazyků).

## Písmena

### Základní sada
Základní sada holých písmen bez znaků s diakritikou a bez spřežky Ch se používá jako znak pořadí pro odlišení k číselnému označování, např. částí textu, zejména právních, ale i jinde, často v malých písmenech pro menší části – odstavce, položky seznamu a podobně.
- Velká: A, B, C, D, E, F, G, H, I, J, K, L, M, N, O, P, Q, R, S, T, U, V, W, X, Y, Z.
- Malá: a, b, c, d, e, f, g, h, i, j, k, l, m, n, o, p, q, r, s, t, u, v, w, x, y, z.

### Velká písmena
Velká písmena (majuskule, verzálky) se považují historicky za základní variantu, ale v běžném textu se používají podle pravopisu pro ozvláštnění, zejména v celých nadpisech, jedno písmeno na začátku vět a na začátku názvů a jmen:
A, Á, B, C, Č, D, Ď, E, É, Ě, F, G, H, Ch, I, Í, J, K, L, M, N, Ň, O, Ó, P, Q, R, Ř, S, Š, T, Ť, U, Ú, Ů, V, W, X, Y, Ý, Z, Ž.

### Malá písmena
Malá písmena (minuskule) jsou v praxi častější, základní variantou písmen v textu.
a, á, b, c, č, d, ď, e, é, ě, f, g, h, ch, i, í, j, k, l, m, n, ň, o, ó, p, q, r, ř, s, š, t, ť, u, ú, ů, v, w, x, y, ý, z, ž.

### Názvy písmen a výslovnost
| Písmeno | Název (vyslovování)                      | IPA       | Příklad   |
| ------- | ---------------------------------------- | --------- | --------- |
| A a     | á                                        | /a/       | auto      |
| Á á     | dlouhé á                                 | /aː/      | máma      |
| B b     | bé                                       | /b/       | blesk     |
| C c     | cé                                       | /ts/1     | cukr      |
| Č č     | čé                                       | /tʃ/1     | čáp       |
| D d     | dé                                       | /d/       | dům       |
| Ď ď     | ďé                                       | /ɟ/       | hlemýžď   |
| E e     | é                                        | /ɛ/       | emu       |
| É é     | dlouhé é                                 | /ɛː/      | léto      |
| Ě ě     | ije, é s háčkem                          | /ɛ/, /jɛ/ | běh       |
| F f     | ef                                       | /f/       | fauna     |
| G g     | gé                                       | /ɡ/       | guma      |
| H h     | há                                       | /ɦ/²      | hora      |
| Ch ch   | chá                                      | /x/²      | chléb     |
| I i     | í, měkké í                               | /ɪ/       | milost    |
| Í í     | dlouhé í, dlouhé měkké í                 | /iː/      | býlí      |
| J j     | jé                                       | /j/       | jak       |
| K k     | ká                                       | /k/       | kletba    |
| L l     | el                                       | /l/       | láska     |
| M m     | em                                       | /m/       | mravenec  |
| N n     | en                                       | /n/       | nebe      |
| Ň ň     | eň                                       | /ɲ/       | kůň       |
| O o     | ó                                        | /o/       | oko       |
| Ó ó     | dlouhé ó                                 | /oː/      | tón       |
| P p     | pé                                       | /p/       | ptakopysk |
| Q q     | kvé                                      | /kv/      | squash    |
| R r     | er                                       | /r/       | rameno    |
| Ř ř     | eř                                       | /r̝/³      | moře      |
| S s     | es                                       | /s/       | slunce    |
| Š š     | eš                                       | /ʃ/       | šváb      |
| T t     | té                                       | /t/       | traktor   |
| Ť ť     | ťé                                       | /c/       | labuť     |
| U u     | ú                                        | /u/       | učitel    |
| Ú ú     | dlouhé ú, ú s čárkou                     | /uː/      | úkol      |
| Ů ů     | ů s kroužkem                             | /uː/      | růže      |
| V v     | vé, jednoduché vé                        | /v/       | vlak      |
| W w     | dvojité vé                               | /v/       | kiwi      |
| X x     | iks                                      | /ks/      | kontext   |
| Y y     | ý, ypsilon, krátké tvrdé í               | /ɪ/       | myš       |
| Ý ý     | dlouhé ý, dlouhé ypsilon, dlouhé tvrdé í | /iː/      | lýtko     |
| Z z     | zet                                      | /z/       | zvíře     |
| Ž ž     | žet                                      | /ʒ/       | život     |

## Četnost užití jednotlivých písmen

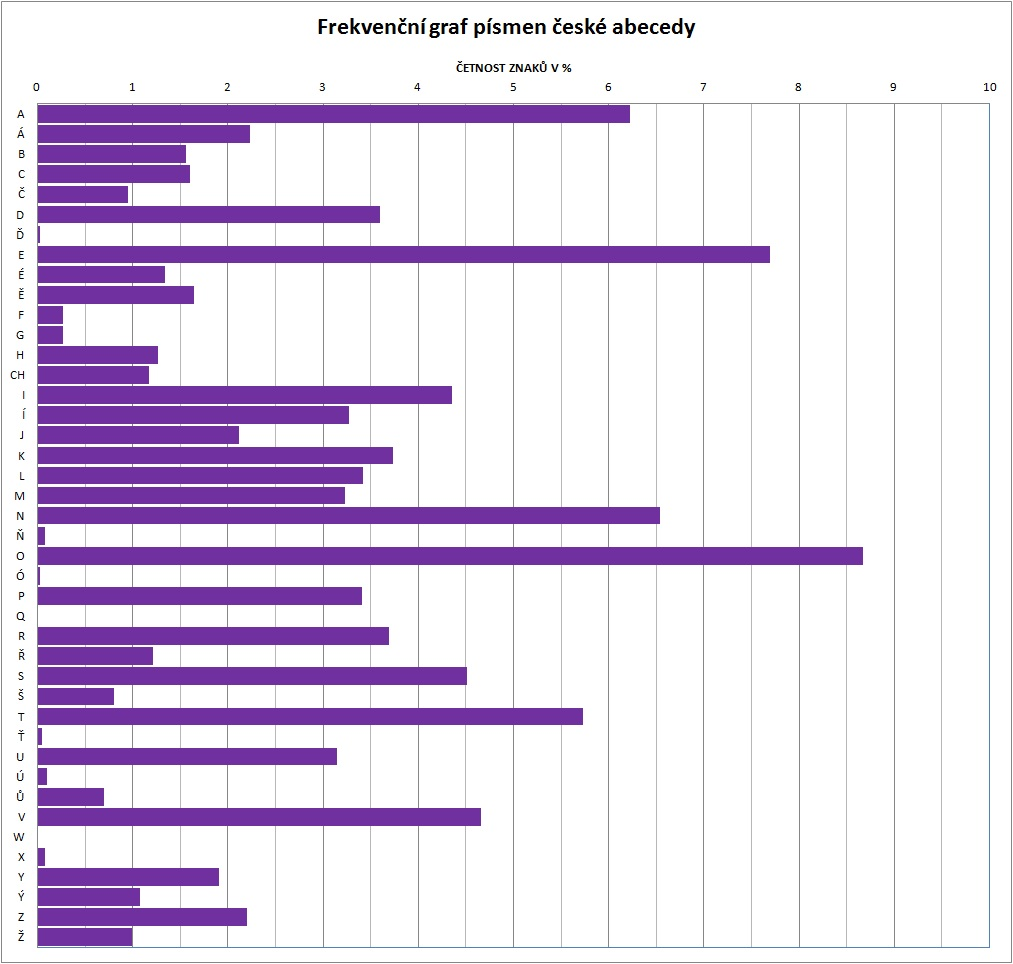
Grafické znázornění četnosti grafémů

| Písmeno    | Četnost [%] | Četnost [%]   | Četnost [%]  | Četnost [%]    |
| Písmeno    | věcný styl  | odborný jazyk | publicistika | administrativa |
| ---------- | ----------- | ------------- | ------------ | -------------- |
| a          | 6,2193      | 6,0866        | 6,4388       | 6,2525         |
| á          | 2,2355      | 2,1550        | 2,2753       | 2,5185         |
| a + á      | 8,4548      | 8,2416        | 8,7141       | 8,7710         |
| b          | 1,5582      | 1,5317        | 1,6152       | 1,5278         |
| c          | 1,6067      | 1,5686        | 1,6236       | 1,7458         |
| č          | 0,9490      | 0,8829        | 0,9756       | 1,1987         |
| c + č      | 2,5557      | 2,4515        | 2,5992       | 2,9445         |
| c + č + ch | 3,7266      | 3,6412        | 3,7725       | 4,0166         |
| d          | 3,6019      | 3,4422        | 3,7005       | 4,1080         |
| ď          | 0,0222      | 0,0230        | 0,0231       | 0,0158         |
| d + ď      | 3,6241      | 3,4652        | 3,7236       | 4,1238         |
| e          | 7,6952      | 7,8599        | 7,5499       | 7,2958         |
| é          | 1,3346      | 1,3841        | 1,3050       | 1,1751         |
| ě          | 1,6453      | 1,5994        | 1,7637       | 1,5375         |
| e + é + ě  | 10,6751     | 10,8434       | 10,6186      | 10,0084        |
| f          | 0,2732      | 0,3249        | 0,2015       | 0,2208         |
| g          | 0,2729      | 0,3086        | 0,2172       | 0,2544         |
| h          | 1,2712      | 1,2715        | 1,2715       | 1,2684         |
| h + ch     | 2,4421      | 2,4612        | 2,4448       | 2,3405         |
| ch         | 1,1709      | 1,1897        | 1,1733       | 1,0721         |
| i          | 4,3528      | 4,3924        | 4,4268       | 3,9497         |
| í          | 3,2699      | 3,2202        | 3,2246       | 3,6412         |
| i + í      | 7,6227      | 7,6126        | 7,6514       | 7,5909         |
| j          | 2,1194      | 2,2198        | 2,1081       | 1,6591         |
| k          | 3,7367      | 3,7962        | 3,7433       | 3,4260         |
| l          | 3,8424      | 3,7384        | 4,1003       | 3,6270         |
| m          | 3,2267      | 3,3359        | 3,2029       | 2,7585         |
| n          | 6,5353      | 6,4803        | 6,4317       | 7,0969         |
| ň          | 0,0814      | 0,0799        | 0,0715       | 0,1169         |
| n + ň      | 6,6167      | 6,5602        | 6,5032       | 7,2138         |
| o          | 8,6664      | 8,7828        | 8,4419       | 8,7275         |
| ó          | 0,0313      | 0,0335        | 0,0329       | 0,0158         |
| o + ó      | 8,6977      | 8,8163        | 8,4748       | 8,7433         |
| p          | 3,4127      | 3,3577        | 3,2816       | 4,0519         |
| q          | 0,0013      | 0,0021        | 0,0003       | 0,0003         |
| r          | 3,6970      | 3,6827        | 3,6261       | 3,9669         |
| ř          | 1,2166      | 1,1699        | 1,2619       | 1,3184         |
| r + ř      | 4,9136      | 4,8526        | 4,8880       | 5,2853         |
| s          | 4,5160      | 4,4562        | 4,7496       | 4,1513         |
| š          | 0,8052      | 0,7146        | 0,9636       | 0,8036         |
| s + š      | 5,3212      | 5,1708        | 5,7132       | 4,9549         |
| t          | 5,7268      | 6,0014        | 5,5162       | 4,9724         |
| ť          | 0,0426      | 0,0438        | 0,0420       | 0,0386         |
| t + ť      | 5,7694      | 6,0452        | 5,5582       | 5,0110         |
| u          | 3,1443      | 3,1703        | 3,0475       | 3,2897         |
| ú          | 0,1031      | 0,0892        | 0,1147       | 0,1386         |
| ů          | 0,6948      | 0,6663        | 0,6892       | 0,8503         |
| u + ú + ů  | 3,9422      | 3,9258        | 3,8514       | 4,2786         |
| v          | 4,6616      | 4,5321        | 4,6981       | 5,1934         |
| w          | 0,0088      | 0,0091        | 0,0102       | 0,0036         |
| x          | 0,0755      | 0,0970        | 0,0401       | 0,0694         |
| y          | 1,9093      | 1,9857        | 1,8319       | 1,7522         |
| ý          | 1,0721      | 1,1067        | 1,0288       | 1,0241         |
| y + ý      | 2,9814      | 3,0924        | 2,8607       | 2,7763         |
| z          | 2,1987      | 2,2252        | 2,0992       | 2,3486         |
| ž          | 0,9952      | 0,9825        | 1,0808       | 0,8169         |
| z + ž      | 3,1939      | 3,2077        | 3,1800       | 3,1655         |

## Historie
Pro téměř celé období psané češtiny byla (a je) nejběžnějším grafickým systémem latinka, nicméně v nejstarších dobách se lze setkat se zápisy i v hebrejském písmu (srv. lešon Kenaan) a dalších tehdy existujících písmech. Současná abeceda je výsledkem několika šířeji pojatých reforem celého pravopisného systému češtiny, které probíhaly od počátku 15. století do poloviny 19. století, kdy se definitivně ustálila dnes známá abeceda.

### Abeceda do počátku 15. století
Od 12., resp. 13. století se objevují české zápisy v latince, zprvu se v případě primitivního a dvou spřežkových pravopisů se jednalo o prostou latinskou abecedu (A, B, C, D, E, F, G, H, I, K, L, M, N, O, P, Q, R, S, T, V, X) obohacenou o u, w, y a z. Písmeno j získává svoji pevnou pozici teprve v 16. století (reprezentuje dlouhou hlásku /í/). V gotickém písmu (od novověku novogotické), které se pro češtinu používalo až do 19. století, došlo k vytvoření řady variant písmen, z nichž nejvýraznější byla dvojice koncového s a dlouhým s (ſ), u kterých se vyvinulo poměrně důsledné pravidlo na rozlišování.

### Abeceda v diakritickém pravopisu
K první větší změně došlo na začátku 15. století po popsání diakritického systému, který je spojován s osobou Jana Husa (a dílem Orthographia Bohemica). Hus zavedl do českého pravopisu dva typy diakritických znamének, která nazval punctus rotundus a gracilis virgula (česky mylně překládáno jako nabodeníčko krátké a dlouhé). Krátká nabodeníčka (tedy tečky nad písmeny) označovala měkkost a tvrdé l. Takto byla česká abeceda obohacena o znaky ċ, ṡ, ż, ṙ, ḋ, ṫ, ṅ, l̇. Dlouhá nabodeníčka byla obdobná dnešní čárce jak vzhledem, tak funkcí, ovšem v této době se ještě příliš neprosadila. Husův systém také dal základ specifickému postavení písmena-spřežky ch, kterou jako jedinou ponechal.

### Abeceda v bratrském pravopisu

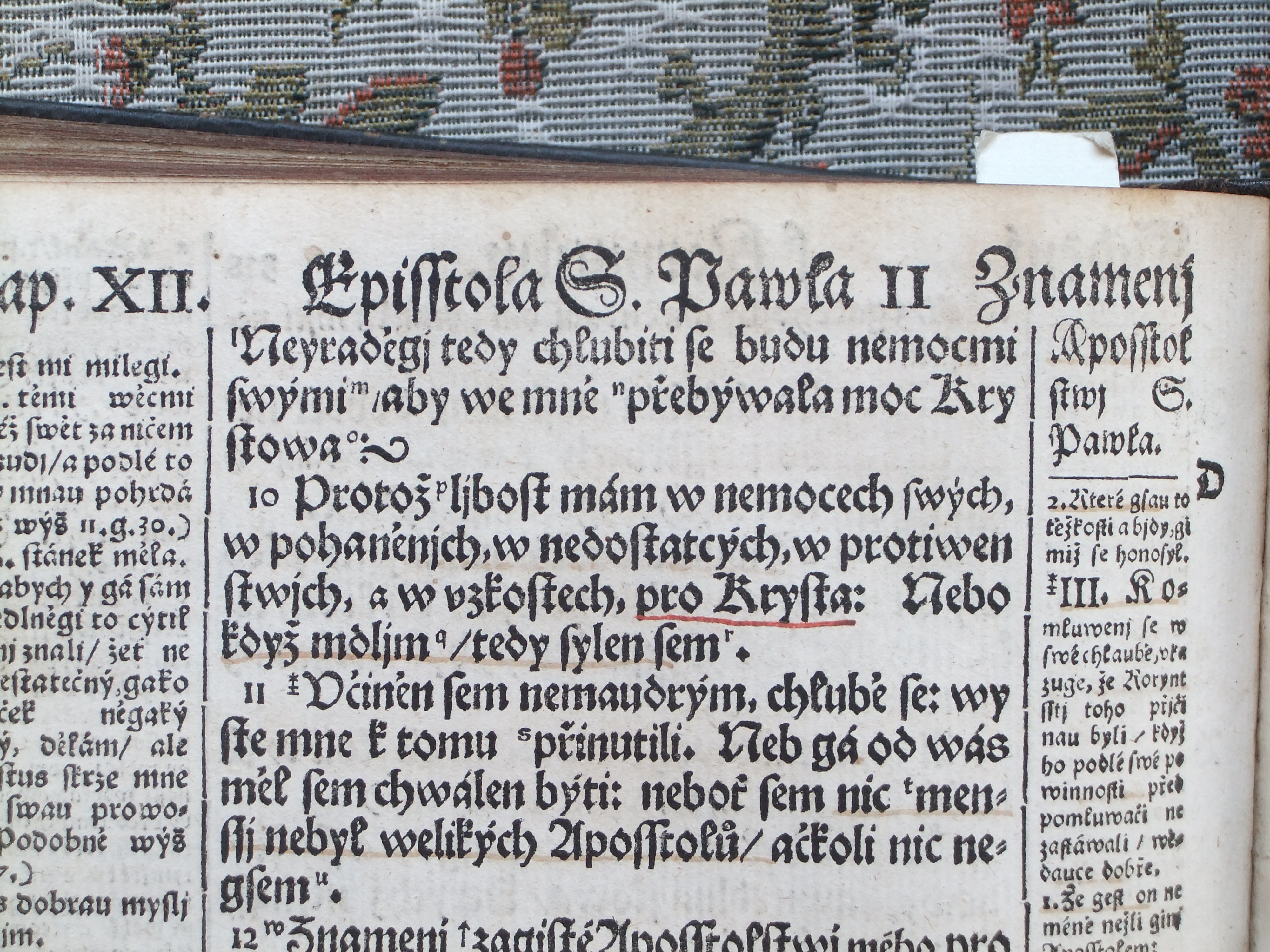
Ukázka z Bible kralické (1593), kde lze vidět užití české abecedy v praxi bratrských tiskařů, patrné je i užití dvou znaků pro l (chłubiti se, ale dále libost)

V 16. století byl vytvořen tzv. bratrský pravopis v jehož rámci došlo i k výrazné reformě abecedy. První ještě poněkud nesmělé náznaky reformy v sobě obsahuje Gramatika česká v dvojí stránce (autoři Optát a Gzel). Obecně nahradili krátká nabodeníčka háčkem, pouze u hlásky /š/ rozeznávají dva způsoby zápisu, podle toho, zdali se jedná o dlouhé s (ſ) nebo koncové s, v prvním případě se píše spřežkou (ſſ, protože dlouhé s by bylo nepraktické nadepisovat znaménkem), v druhém diakritikou (zde se ale nepoužíval háček, ale dvojtečka, takže se psalo s̈). Nebylo užito speciálního znaku pro tvrdé l. Kvantitu označují stejně jako Hus. Zajímavější dopady na abecedu mělo historicky dané složité psaní hlásek /i/ – /í/ – /j/ – /g/. Pro dlouhou hlásku /í/ nepoužívali diakritiku, ale spřežku ij, což se záhy zjednodušilo na j. Naopak háčkem nadepisovali ještě ǧ tam, kde reprezentovalo dnešní /g/ (prosté g bylo vyhrazeno pro hlásku /j/).
Na tuto první českou gramatiku reagoval v roce 1571 významný bratrský učenec Jan Blahoslav, který zejména kritizoval některé příliš zjednodušující úpravy. Především zavedl doposud užívané ů. Znovu zavedl odlišování tvrdého l (jednalo se o znak tzv. l s kličkou, kde koncový dřík písmena nekončí otevřeným obloučkem, ale je dotažen v podobě kličky zpět ke dříku), to se ale nepoužívalo zcela důsledně a postupně vymizelo. Podobně se neprosadilo ani navrhované odlišování dlouhého ě (pomocí znaku jͤ).

### Abeceda novočeského pravopisu
V českých zemích v průběhu 18. století používal kurent (německá obdoba novogotického kurzívního písma) a mírně odlišná domácí česká novogotická kurzíva. Okolo poloviny 19. století byl kurent v jazykově českých textech nahrazen písmem humanistickým.
V první polovině 19. století proběhlo několik reforem, které vytvořily abecedu, která je beze změn užívaná dodnes. Od dvacátých let přecházela čeština z novogotické podoby latinky na humanistickou, čímž odpadla nutnost dvojího psaní hlásky /š/ a tato hláska se začala psát již moderním znakem. V roce 1842 provedl P. J. Šafařík tzv. reformu skladnou, která ustálila moderní psaní i – í – j – g (z české abecedy definitivně zmizel znak ǧ). Přesně v polovině 19. století pak proběhla již poslední reforma abecedy, která zavedla psaní v místo dvojitého w. Tak vznikla definitivní česká abeceda - sada znaků a jejich pořadí.

## Kódování češtiny v počítačích
Kódování Unicode umožňuje reprezentovat všechny znaky české abecedy; znaky bez diakritiky jsou součástí bloku Základní latinka (0000–007F), některé znaky s diakritikou používané i v jiných abecedách jsou v bloku Doplněk Latin-1 (0080–00FF), zbytek pak je v Rozšíření latinky A (0100–017F). Při použití UTF-8 tak české znaky s diakritikou zabírají dva bajty (z nichž prvním je C3H, C4H nebo C5H).
Nejstarší kódování znaků (ASCII, EBCDIC) podporovala jen znaky bez diakritiky. Později vznikla kódování podporující i jiné jazyky než angličtinu, znaky české abecedy se vyskytují v následujících kódových stránkách:
- CP852
- ISO 8859-2
- Kód Kamenických
- Windows-1250

## Mimoabecední písmena
Kromě písmen české abecedy se v nečeských jménech (zejména osob a zeměpisných prvků) často zachovávají latinková písmena s diakritickými značkami v originální podobě, tj. z jiných abeced, nejběžněji německé přehlásky. Také se ovšem někdy méně běžné znaky (např. s diakritikou pod základním písmenem) mohou nahrazovat českými písmeny s odpovídající hláskou, např. Brașov jako Brašov. 
Výslovnost těchto znaků pak kolísá mezi originální výslovností původního jazyka a (častěji) plnou náhradou českými hláskami nejbližšími k originálu, pokud reprezentuje hlásku neobsaženou v češtině, např. Händel jako /Hendl/, Göring jako /Gérink/, Wałęsa jako /Valensa/, Kieślowski jako /kěšlovsky/, Brașov jako /Brašov/ nebo Besançon jako /Bezanson/.
Vedle latinských písmen se v češtině zřídka (především v odborných textech) používají i některá písmena řecké alfabety. Ta se mohou používat jako značky (např. úhel α) nebo mohou být i součástí slov složených (např. α-záření).